# Zewnętrzne obwodnice Radomia
Zewnętrzne obwodnice Radomia – układ dróg w Radomiu i jego sąsiedztwie mających na celu oddalenie ruchu tranzytowego od centrum miasta. Docelowo układ tworzyć będą dwie drogi ekspresowe - istniejąca zachodnia obwodnica Radomia (stanowiąca fragment drogi ekspresowej S7) oraz planowana zewnętrzna południowa obwodnica Radomia (fragment projektowanej drogi ekspresowej S12). Obecnie funkcję tymczasowego łącznika drogi ekspresowej S7 i drogi krajowej nr 12 pełni wybudowana w latach 2012-2015 wewnętrzna południowa obwodnica Radomia.

## Zachodnia obwodnica Radomia
Droga o długości ok. 25 km, stanowiąca fragment drogi ekspresowej S7 oraz trasy europejskiej E77. Posiada dwie jezdnie po dwa pasy ruchu wraz z pasem awaryjnym oraz drogi serwisowe dla ruchu lokalnego. Dostęp do trasy możliwy jest poprzez cztery węzły: Radom Północ (skrzyżowanie ze starodrożem drogi krajowej nr 7, obecnie drogą wojewódzką nr 735), Radom Zachód (skrzyżowanie z planowanym nowym przebiegiem drogi wojewódzkiej nr 740), Wolanów (skrzyżowanie z drogą krajową nr 12) i Radom Południe (skrzyżowanie z planowanym przebiegiem drogi ekspresowej S12, obecnie ze starodrożem drogi krajowej nr 7 przemianowanym na drogę wojewódzką nr 735). Przetarg na budowę ogłoszony został 30 sierpnia 2013. Poprzedni przetarg ogłoszono w 2009, ale po dwóch latach został unieważniony. Oferty na budowę trasy otwarto 30 stycznia 2015 roku. 13 maja 2015 ogłoszono, że wykonawcą trasy będzie przedsiębiorstwo Dragados (24,6 km drogi w 30 miesięcy za 729,4 mln zł). Umowę na realizację inwestycji podpisano 29 lipca 2015, zaś teren budowy został przekazany wykonawcy we wrześniu 2015 roku. Kontrakt zrealizowano w formule  projektuj i buduj, a jego wartość wyniosła 729,4 mln zł. Inwestycja została zakończona i otwarta 19 października 2018.

## Południowa obwodnica Radomia
Przygotowania do budowy południowej ekspresowej obwodnicy Radomia rozpoczęły się w 2016 roku. We wrześniu 2017 roku podpisano umowę na wykonanie studium techniczno-ekonomiczno-środowiskowe o wyższym stopniu szczegółowości wraz z materiałami do decyzji o środowiskowych uwarunkowaniach. W październiku 2020 roku Komisja Oceny Przedsięwzięć Inwestycyjnych przy Generalnym Dyrektorze Dróg Krajowych i Autostrad zarekomendowała preferowany wariant przebiegu drogi, natomiast w marcu 2021 złożono w Regionalnej Dyrekcji Ochrony Środowiska wniosek o wydanie decyzji uwarunkowaniach środowiskowych. Realizacja obwodnicy zewnętrznej Radomia w ciągu drogi S12 zaplanowana jest na lata 2026-2029. Trasa zostanie zbudowana w ramach Programu Budowy Dróg Krajowych na lata 2014-2023 (z perspektywa do 2025 r.) jako fragment odcinka S12 Radom Południe (z węzłem) – Puławy (węzeł Bronowice na obwodnicy Puław), stanowiącego część inwestycji pn. Budowa drogi ekspresowej S12 odcinek Sulejów – Radom – Puławy – Kurów, odcinek w. Radom Południe (z węzłem) – Puławy (węzeł Bronowice na obwodnicy Puław). Dostęp do trasy będzie możliwy poprzez trzy węzły: Radom Południe (skrzyżowanie z drogą ekspresową S7), Radom-Kowala (skrzyżowanie z drogą wojewódzką nr 744) oraz Radom-Skaryszew (skrzyżowanie z nowym śladem drogi krajowej nr 9), który skomunikuje trasę S12 z portem lotniczym Warszawa-Radom.